# 클리프 플로이드
코닐리어스 클리퍼드 플로이드 주니어(Cornelius Clifford Floyd Jr., 1972년 12월 5일 ~ )는 전 메이저 리그 베이스볼 좌익수이며 현재 시리우스 XM 라디오 방송에서 합동 사회자이다.

## 어린 시절
시카고에서 코닐리어스 클리퍼드 플로이드 1세와 올리비아 플로이드 사이에서 태어났다. 단 하나의 자식으로서 13년을 보낸 후, 플로이드는 형 줄리어스에 의하여 가입되었다. 그의 누이 섄타는 후에 입양되었다. 3남매는 시카고의 작은 남서부 외곽 마크햄에서 자라왔다. 전 해병대인 그의 부친은 가족들이 안전하고 안정된 이웃에 살 수 있도록 시카고에 있는 U.S. 철강의 제철소에서 두배의 근무를 하였다.
일리노이주 사우스홀랜드에 있는 손우드 고등학교에서 프로이드는 야구, 미식축구와 농구에서 스타 선수였다. 농구에서 그는 자신의 고등학교를 클래스 AA 부문의 플레이오프들로 이끌었다. 시니어로서 자신의 팀을 일리노이 주립 야구 선수권으로 이끌면서 그는 자신의 고등학교 예비 경력의 마지막 2년 동안 130개의 타점과 함께 .509점을 쳤다. 그는 애리조나 주립 대학교, 스탠퍼드 대학교와 크레이튼 대학교에 의하여 무겁게 보강되었으나 1991년 몬트리올 엑스포스가 메이저 리그 베이스볼 드래프트의 첫 라운드에서 14위 선발로서 자신을 드래프트할 때 플로이드는 망설이지 않고 마이너 리그들로 가는 데 선택하였다.

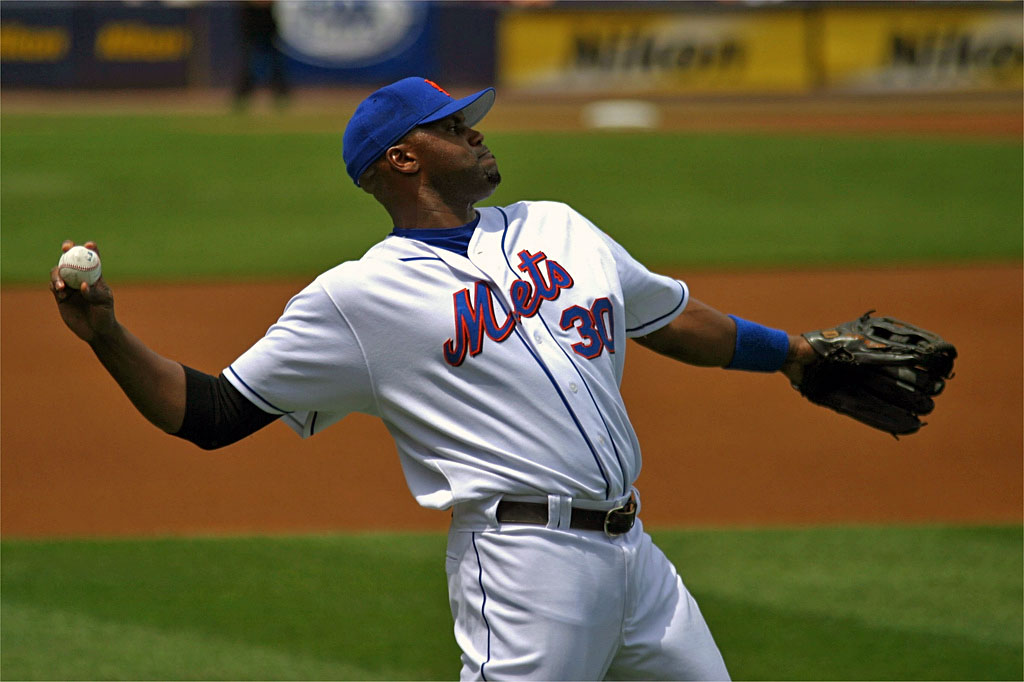
뉴욕 메츠 활약 당시의 플로이드

## 메이저 리그 경력
플로이드는 1993년 자신의 메이저 리그 데뷔를 하여 엑스포스와 10개의 경기에서 활약하였다. 1997년 플로이드는 더스틴 허먼슨과 조 오설락을 위하여 엑스포스에서 플로리다 말린스로 이적되었다. 1998년 플로이드는 말린스의 외야에서 출발 지위를 얻었다. 2000년 420개의 타석에서 그는 22개의 홈런과 91개의 타점과 함께 .300점을 쳤다.
2002년 플로이드는 그레임 로이드, 마이크 모더케이, 칼 파바노, 저스틴 웨인과 도널드 레빈스키를 위하여 클라우디오 바르가스, 윌턴 게레로와 함께 말린스에서 엑스포스로 다시 이적되었다. 그해 후반에 플로이드는 김선우와 송승준을 위하여 엑스포스에서 보스턴 레드삭스로 이적되었다.
2003년 플로이드는 뉴욕 메츠에 의하여 계약이 맺어졌다. 그는 메츠를 위하여 잘 활약하였으나 그 해와 2004년 부상에 의하여 방해되었다. 하지만 그는 2005년 건강하게 남아 경력 사상과 팀을 지도하는 34개의 홈런과 함께 응답하였다. 다음해 플로이드는 다시 한번 부상에 의하여 제한되었고 메츠의 디비전 우승의 해 동안에 97개의 경기에만 나왔다. 그는 메츠를 위하여 움켜쥐는 디비전을 잡았으나 메츠를 위한 플레이오프에서 부상들에 의하여 느려지고 자기 팀의 10개의 공식 이후의 시즌 경기들에서 12개의 타석 만을 기록하였다.

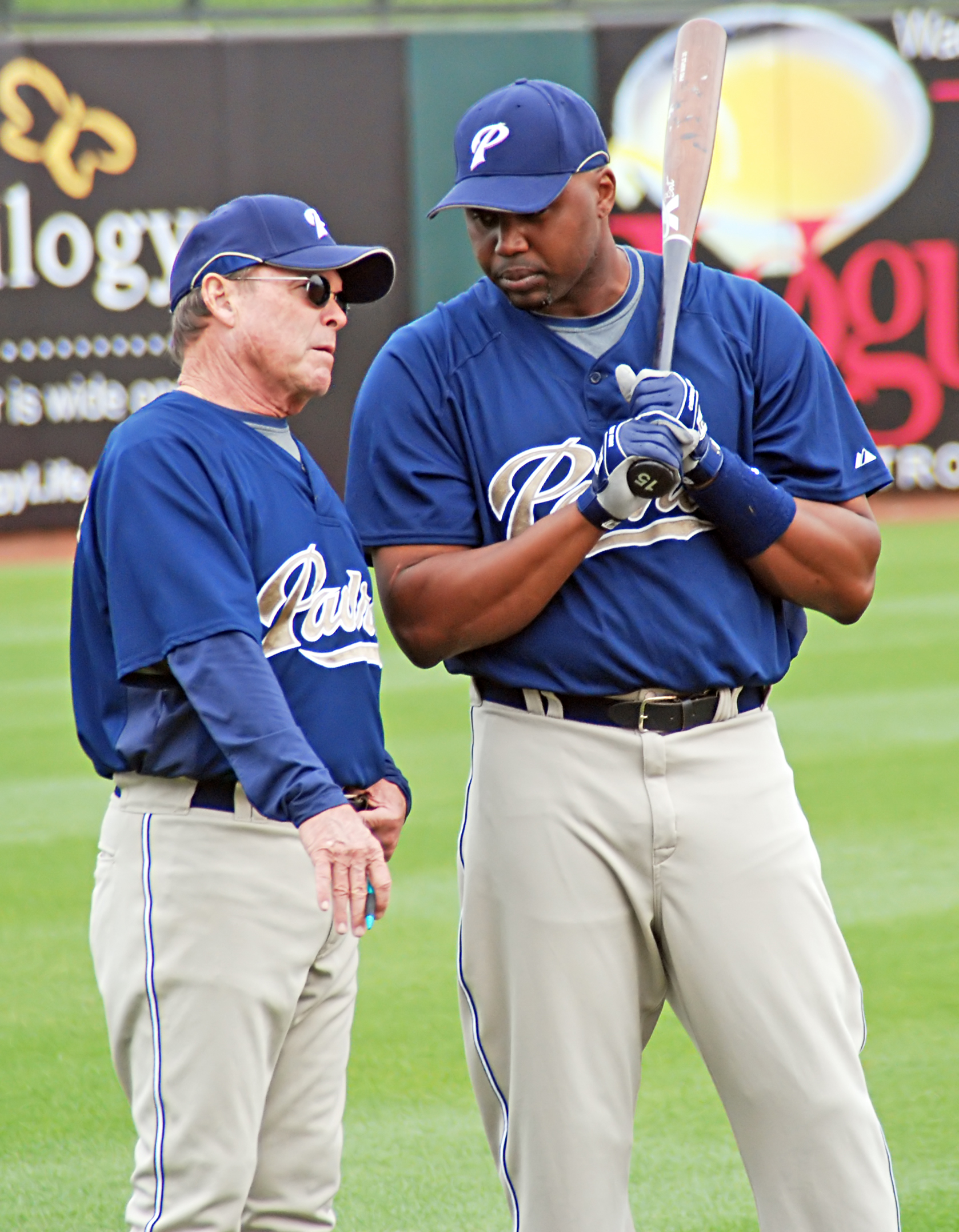
2009년 3월 5일 샌디에이고 파드리스의 타격 코치 짐 리피버와 이야기하는 플로이드

2007년 플로이드는 2008년을 위한 선택과 함께 2007년 시즌을 위하여 자신의 고향에서 시카고 컵스와 거래로 동의하였다. 8월 부친의 사망에 통곡하는 데 9개의 경기들을 놓쳤다. 8월 21일에 복귀하여 자신이 경기를 우승한 타점을 친 샌프란시스코 자이언츠를 상대로 나왔다.
12월 14일 플로이드는 탬파베이 레이스와 함께 3백만 달러의 1년 계약을 맺었다. 그는 우익수들을 상대로 하는 지명 타자에서 레이스를 위하여 2008년의 복수 선수로 지냈다.
2009년 2월 5일 플로이드는 샌디에이고 파드리스와 함께 1년 계약으로 동의되었다. 10월 8일 그는 팀에서 나왔다.

## 방송 경력
2010년 2월 22일 플로이드는 폭스 스포츠 플로리다와 방송인 직업을 받아들였다. 그는 NBC 스포츠 네트워크에서 스포츠 토크와 MLB 네트워크에 나왔다.
플로이드는 2014년 6월 21일 폭스 스포츠 베이스볼 나이트를 위한 방송 시청실에서 자신의 데뷔를 하였다.
2015년 플로이드는 자신이 뉴욕 메츠의 경리들을 위하여 분석자로 지낼 스포츠넷 뉴욕에 가입하였다. 3월 8일 그는 WPIX-TV에서 시합을 자세히 보도하는 게리 코헨과 보스턴 레드삭스를 상대로 봄 훈련 경기인 자신의 첫 메츠 경기를 방송하였다.

## 개인 생활
플로이드는 자신의 장기적 메리앤 매닝, 2명의 자식들, 모친과 누이 섄타의 2명의 자식들과 함께 플로리다주에서 살고 있다. 섄타는 암과 장기적으로 투병한 후 2006년에 사망하였다.